# هورشام (دائرة انتخابية في المملكة المتحدة)
هورشام  (بالإنجليزية: Horsham)‏ هي إحدى الدوائر الانتخابية في المملكة المتحدة الممثلة في مجلس العموم في برلمان المملكة المتحدة.
عضو البرلمان الذي يمثلها حالياً هو :Rt Hon Francis Maude (Con).